# 绍罗克波拉尼
绍罗克波拉尼，是匈牙利沃什州所辖的一个村，总面积13.29平方公里，总人口861，人口密度64.8人/平方公里（2010年1月1日）。